# 432

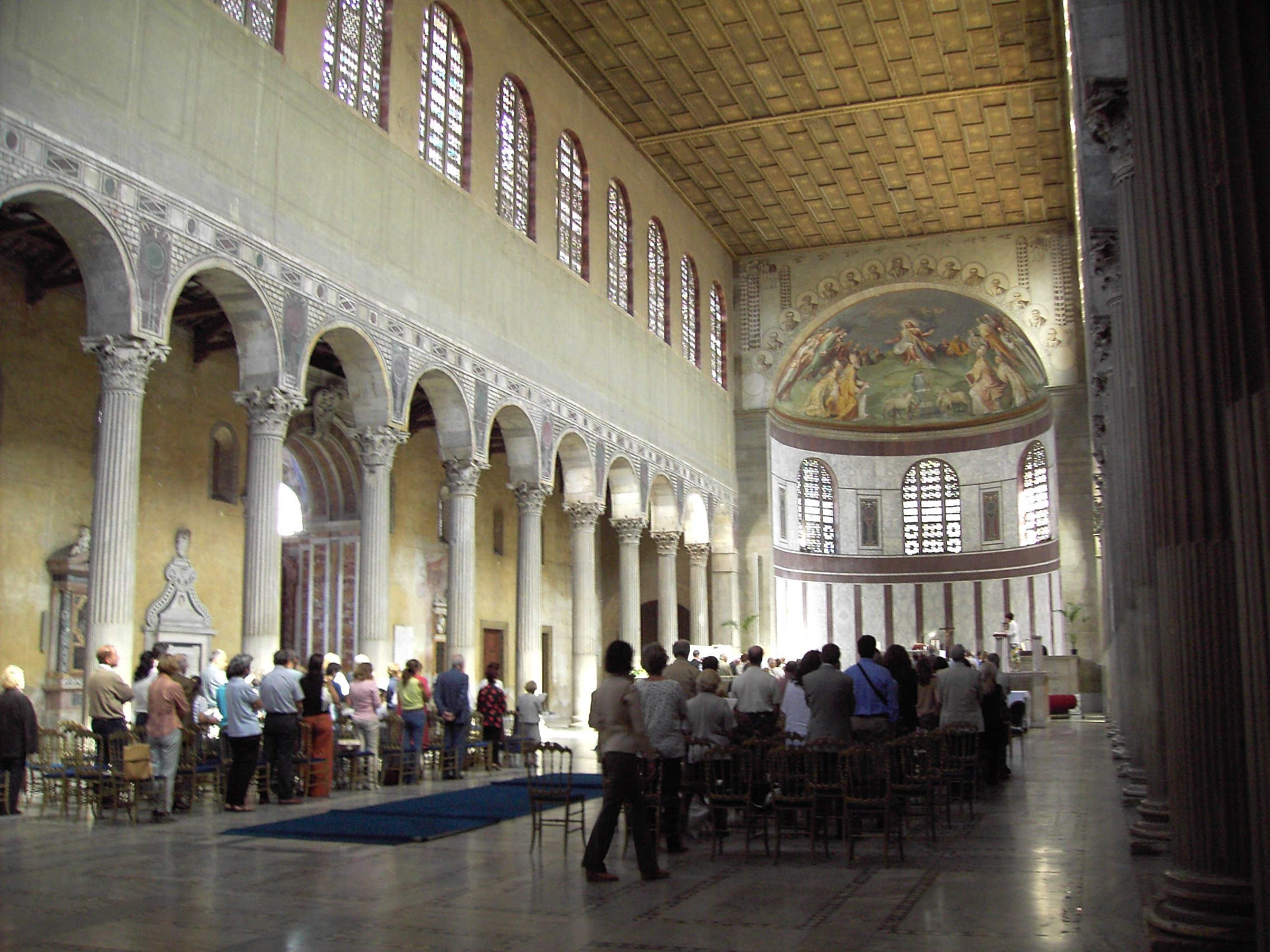
Basiliek van Santa Sabina (Rome)

Het jaar 432 is het 32e jaar in de 5e eeuw volgens de christelijke jaartelling.

## Gebeurtenissen

### Europa
- Frankische Oorlog (431-432): Aëtius verslaat de Franken in Noord-Gallië en dwingt hun vrede te sluiten.
- Romeinse burgeroorlog (432): Een Romeins leger onder bevel van Flavius Aëtius wordt bij Rimini (stad) door Bonifatius verslagen. Aëtius vlucht naar Pannonië (huidige Hongarije).

### Balkan
- Koning Rua verenigt de Hunnen onder zijn gezag op de Hongaarse Laagvlakte. Hij voert een diplomatieke missie en ontvangt schatting van keizer Theodosius II.

### Italië
- 31 juli - Paus Sixtus III (r. 432-440) volgt Celestinus I op als de 44e paus van Rome. Tijdens zijn pontificaat laat hij de basiliek van Santa Maria Maggiore bouwen.
- In Rome wordt de basiliek van Santa Sabina voltooid (waarschijnlijke datum).

## Overleden
- Bonifatius, Romeins generaal (magister militum)
- 6 april - Celestinus I, paus van de Katholieke Kerk
- Ninianus (72), Schots bisschop